# Ceraspis rubiginosa
Ceraspis rubiginosa är en skalbaggsart som beskrevs av Pierre André Latreille 1812. Ceraspis rubiginosa ingår i släktet Ceraspis och familjen Melolonthidae. Inga underarter finns listade i Catalogue of Life.